# العلاقات المالديفية التشيلية
العلاقات المالديفية التشيلية هي العلاقات الثنائية التي تجمع بين المالديف وتشيلي.

## مقارنة بين البلدين
هذه مقارنة عامة ومرجعية للدولتين:
| وجه المقارنة                                              | المالديف       | تشيلي                         |
| --------------------------------------------------------- | -------------- | ----------------------------- |
| المساحة (كم2)                                             | 298            | 756.10 ألف                    |
| عدد السكان (نسمة)                                         | 436.33 ألف     | 17.37 مليون                   |
| الكثافة السكانية (ن./كم²)                                 | 146.42 ألف     | 22.97                         |
| العاصمة                                                   | ماليه          | سانتياغو                      |
| اللغة الرسمية                                             | اللغة الديفهي  | اللغة الإسبانية               |
| العملة                                                    | روفيه مالديفية | بيزو تشيلي، وحدة حساب تشيلية ‏ |
| الناتج المحلي الإجمالي (بليون دولار)                      | 4.60 مليار     | 277.08 مليار                  |
| الناتج المحلي الإجمالي (تعادل القوة الشرائية) بليون دولار | 5.23 مليار     | 419.39 مليار                  |
| الناتج المحلي الإجمالي الاسمي للفرد دولار أمريكي          | 8.39 ألف       | 13.42 ألف                     |
| الناتج المحلي الإجمالي للفرد دولار أمريكي                 | 12.53 ألف      | 22.07 ألف                     |
| مؤشر التنمية البشرية                                      | 0.706          | 0.832                         |
| رمز المكالمات الدولي                                      | +960           | +56                           |
| رمز الإنترنت                                              | .mv            | .cl                           |
| المنطقة الزمنية                                           | ت ع م+05:00    | 00، 00، 00، 00                |

## منظمات دولية مشتركة
يشترك البلدان في عضوية مجموعة من المنظمات الدولية، منها:
| علم المنظمة | اسم المنظمة                        | تاريخ انضمام المالديف | تاريخ انضمام تشيلي |
| ----------- | ---------------------------------- | --------------------- | ------------------ |
|             | وكالة ضمان الاستثمار متعدد الأطراف | 19 مايو 2005          | 12 أبريل 1988      |
|             | منظمة الشرطة الجنائية الدولية      | ?                     | ?                  |
|             | منظمة حظر الأسلحة الكيميائية       | ?                     | ?                  |
|             | منظمة التجارة العالمية             | ?                     | ?                  |
|             | الأمم المتحدة                      | 21 سبتمبر 1965        | 24 أكتوبر 1945     |
|             | مؤسسة التمويل الدولية              | 2 فبراير 1983         | 15 أبريل 1957      |
|             | يونسكو                             | 18 يوليو 1980         | 7 يوليو 1953       |
|             | مؤسسة التنمية الدولية              | 13 يناير 1978         | 30 ديسمبر 1960     |
|             | البنك الدولي للإنشاء والتعمير      | 13 يناير 1978         | 31 ديسمبر 1945     |
|             | الاتحاد البريدي العالمي            | ?                     | ?                  |
|             | الاتحاد الدولي للاتصالات           | 28 فبراير 1967        | 1908               |

## وصلات خارجية
- موقع وزارة الخارجية المالديفية
- موقع وزارة الخارجية التشيلية